# Saint-Vincent-de-Connezac
Saint-Vincent-de-Connezac é uma comuna francesa na região administrativa da Nova Aquitânia, no departamento Dordonha. Estende-se por uma área de 14,93 km². Em 2010 a comuna tinha 680 habitantes (densidade: 45,5 hab./km²).